# Giovanni Motetta
Giovanni Motetta (Omegna, 2 settembre 1936) è un politico italiano.

## Biografia
Funzionario del Partito Comunista Italiano in Piemonte. Viene eletto alla Camera dei deputati nelle file del PCI nel 1979, è riconfermato a Montecitorio anche dopo le elezioni del 1983 e infine in quelle del 1987, per un totale di tre Legislature. È stato anche consigliere comunale del PCI a Verbania fino al 1990. In seguito alla svolta della Bolognina, aderisce al Partito Democratico della Sinistra. Conclude il mandato parlamentare nel 1992.
Sposato con Zinaida; la coppia ebbe una figlia, Patrizia, pittrice scomparsa nel 2018 a 52 anni.